# Кордон (мыс)
Мыс Кордон — мыс в Нахимовском районе Севастополя на северном берегу Севастопольской бухты в 1,6 км на восток от Константиновского мыса. Разделяет Северную и Старосеверную бухты. Назван так вероятно в связи с тем, что на нем в дореволюционные времена находился пост таможенной стражи.
На мысе установлен памятник Славы воинов 2-й гвардейской армии, что отвоевывала Севастополь в мае 1944 года.